# Минь річковий
Минь річковий (Lota lota) — прісновода риба, вид роду минь (Lota) з родини миневих (Lotidae).

## Систематика
Минь річковий — єдиний вид роду минь (Lota), який, у свою чергу, є одним із 6 родів родини миневих (Lotidae). Раніше миня відносили до родини тріскових (Gadidae).
Розрізняють до трьох підвидів миня річкового:
1. Lota lota lota (Linnaeus, 1758) — минь звичайний;
2. Lota lota leptura (Hubbs et Schultz, 1941) — минь тонкохвостий;
3. Lota lota maculosa (Lesueur, 1817) — північноамериканський підвид.

## Морфологія

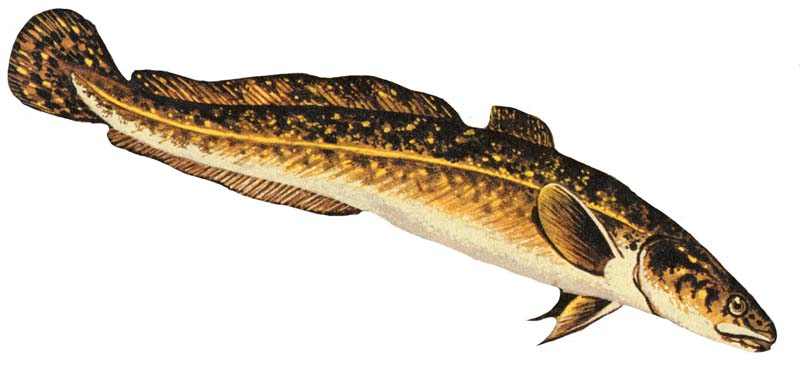
Минь, Lota lota

Розмір варіює від 0,3 до 2 м. Вага може досягати 30 кг. Забарвлення — жовтувато-сіре, з невеличкими плямами, іноді може бути і темно-сірим в цятку, зазвичай такий колір минь має в торф'яних водах коричневого кольору і у молодих особин. Минь має два спинні плавники і невеликий вусик на підборідді.

## Поширення й чисельність
Минь річковий — прісноводна риба, поширена в річках Європи, Сибіру, Північної Америки. В окремих водоймах — звичайний вид, в інших трапляється поодиноко, у ряді водойм вже зник.
Зустрічається в солонуватих прибережних ділянках морів.
В Україні цей вид відомий за незначною кількістю знахідок: у «Червоній книзі України» (2009) відмічено лише 15 місцезнаходжень (див.карту праворуч), розподілених по річкових басейнах доволі рівномірно.

## Біологія, охорона
Активніший в холодній воді і, зокрема, нереститься взимку.
Минь — хижак із нюховою і тактильною орієнтацією. Харчується переважно вночі. Молодь споживає личинок комах, ракоподібних, ікру інших риб і їхніх мальків, у тому числі й власних. Дорослі особини споживають риб, міног, земноводних, а також ракоподібних, личинок комах, молюсків тощо. Може поїдати залишки тварин, що розкладаються.
Необхідно охороняти місця літнього перебування мальків виду (можливо, й нересту плідників).
Внесений до Червоної книги України (з 2009 року). Вилов миня в Україні заборонений.